# 73
73 (LXXIII, na numeração romana) foi um ano comum do século I, do Calendário Juliano, da Era de Cristo, teve início a uma sexta-feira e terminou também a uma sexta-feira. a sua letra dominical foi C.
| Ano completo                       |
| ---------------------------------- |
| Ano comum com início à sexta-feira |

## Eventos
- Primavera - O governador romano Lúcio Flávio Silva sitiou Masada,[1] o último posto avançado dos rebeldes judeus após o fim da Primeira guerra judaico-romana (Revolta Judaica) de 70. O exército romano (X Legião Fretense)[2] rodeia a fortaleza da montanha com um cerco de 7 milhas e constrói um baluarte de pedras e terra batida contra a aproximação ocidental. Depois que a cidadela é conquistada, 960 zelotes sob a liderança de Eleazar bem Iair cometem suicídio em massa quando a derrota se torna iminente.[3]
- Fundada a atual cidade de Rottweil na Alemanha.[4]